# Vladimir Andreyevich, o Bravo
Vladimir Andreyevich, o Bravo (em russo: Владимир Андреевич Храбрый; 15 de julho de 1353 – 1410) foi o príncipe mais famoso de Serpukhov. Seu apelido alude aos seus muitos feitos militares nas guerras travadas por seu primo, Dmitri Donskoi de Moscou. Era filho de Andrei Ivanovich (1327–1353), Príncipe de Novgorod.

## Biografia
Neto de Ivan Kalita, Vladimir herdou Serpukhov, Borovsk e um terço de Moscou de seu irmão aos 5 anos de idade. Como seu primo Dmitri de Moscou também era uma criança, ambos os príncipes tiveram que ser tutelados pelo Metropolita Aleixo, que arranjou um tratado estipulando a lealdade de Vladimir ao seu primo moscovita.
Conforme o tratado, Vladimir ajudou Dmitri a lutar contra Tver (1375), Riazan (1385), os Cavaleiros da Livônia (1379) e a República de Novgorod (1392). Embora tenha se casado com uma filha de Algirdas da Lituânia em 1371, Vladimir ainda apoiou lealmente Dmitri em sua luta contra os lituanos.
Em 1374, ansioso para defender sua capital, Vladimir construiu o primeiro kremlin de carvalho em Serpukhov. Em 1377, Vladimir saqueou as cidades Sevérianas de Trubchevsk e Starodub. Na grande Batalha de Kulikovo (1380), Vladimir comandou a cavalaria que decidiu a vitória russa. Quando Tokhtamysh invadiu a Rússia dois anos depois, Vladimir derrotou sua força perto de Volokolamsk.
Não está claro por que Vladimir brigou com seu primo em 1388. Embora tenham feito as pazes no mesmo ano, Vladimir foi forçado a deixar Serpukhov para Torzhok após a morte de Dmitri e a entronização de seu filho Vasily I. Um ano depois, ele retornou a Serpukhov e concluiu um tratado com Vasily, pelo qual obteve as cidades apanágicas de Volokolamsk e Rzhev. Mais tarde, ele trocou essas cidades por Gorodets, Uglich e Kozelsk, renunciando suas reivindicações sobre Murom e Tarusa.
A última campanha militar de Vladimir foi defender Moscou contra a horda de Edigu em 1408. Ele morreu dois anos depois e foi enterrado na Catedral do Arcanjo. Seus sete filhos continuaram a linhagem dos príncipes de Serpukhov até 1456. Sua neta Maria de Borovsk casou-se com Vasily II e deu à luz Ivan, o Grande, que expulsou os últimos príncipes de Serpukhov para a Lituânia. O último dos descendentes de Vladimir na linha masculina morreu em 1521.